# Маринер 2
Маринер 2 била је америчка летелица из серије Маринер дизајнирана за проучавање Меркура, Венере и Марса.
Маринер 2 први је успешно дошао до Венере и представљао је упрошћену верзију Рејнџера баш као и Маринер 1. Летелица је требало да буде лансорана на Atlas-Centaur ракети, али она није била спремна. За дизање изван атмосфере зато се користи стари модел Atlas-Agena. Лансирана је 27. августа 1962. и кренула ка Венери, где се нашла 14. децембра и била на минималног удаљености од планете (34 773 километара).
Маринер 2 био је хексагоналног облика, са свега једним метром у пречнику главног дела. Одатле су се гранали соларни панели и остали инструменти и антене за комуникацију. Летелица је поседовала два радиометра (за инфрацрвени) и микроталасни део спектра),
сензор за микрометеорите, сензор за соларну плазму и магнетометар. Циљ ових инструмената био је да се што боље упозна Венерина атмосфера и њен састав.
На путу до Венере, Маринер 2 мерио је соларни ветар и наелектрисане честице у њему. Тиме је потврдио истраживања Совјетске летелице Луна 1 из 1959. године. Такође је мерила и прашину у међупланетарном простору. Када је 14. септембра дошла до Венере, летелица је скенирала планету радиометрима а добијени подаци указивали су да је она прекривена хладним облацима а да јој је површина веома врућа.

## Инструменти
Само 18 килограма од укупне масе маринера 2 било је дозвољено за инструменте у сврху научних истраживања. Коришћени су следећи инструменти:
- Радиометар за микроталасно зрачење који је коришћен да би се одредила температура на планети и одредиле карактеристике атмосфере. Мерења су рађена на две таласне дужине (13.5 и 19 милиметара) и цео радиометар тежио је 10 килограма а напајање је било од 4 до 9 вати.
- Радиометар за инфрацрвено зрачење који је коришћен за одређивање температуре планете, али за разлику од радиометра у микроталасном делу спектра, овај је истраживао само мање делове планете, а не планету у целини. Снимано је на две таласне дужине где су сигнали били најјачи (од 8 до 9 µm фокусирано на 8.4 и од 10 до 10.8 µm фокусирано на 10.4). Овај инструмент тежио је 1.3 килограма и захтевао свега 2.4 вата за напајање. Мерио је температуре од 200 до 500 К.
- Магнетометар мерио је магнетно поље саме Венере као и осталих планета. Коришћене су две скале које је инструмент сам аутоматски мењао: ± 64 γ и ± 320 γ (1 γ = 1 нанотесла).
- Детектор космичких зрака који је мерио честице са високом енергијом у космичком зрачењу.
- Детектор соларне плазме који мери спектар слабо позитивних наелектрисаних честица које долазе од Сунца, тј. соларни ветар.

## Мисија
- експеримент са радиометрима
- истраживање магнетосфере Венере и других планета
- мерење количине наелектрисаних честица у соларном ветру
- детекција микрометеорита

- оцењивање рада комуникационих сиистема
- експериментисање са системом за напајање
- оцењивање рада система за навигацију

## Резултати
Маринеров радиометар је 14. децембра 1962. скенирао делове планете Венере у микроталасном делу спектра. Са снимањем се почело у 18:59 UTC и оно је трајало не више од 35 минута. Скенирана су три дела:
- терминатор
- осветљени део планете
- затамњени део на планети

Добијене вредности за температуру за тамну страну (ноћ на Венери) биле су 490 ± 11 K, док је за светлу страну (дан на Венери) добијен резултат био 511 ± 14 K а за терминатор 595 ± 12 K.
Откривено је и да планета поседује веома дебелу атмосферу која на планети прави ефекат стаклене баште и не дозвољава топлоти да напусти њену површину. Зато су температуре доста високе.
Магнетометром истражена су магнетна поља око Венере, која варирају између 2 γ и 10 γ. То је потврдило Пионирова истраживања и резултате из 1960. године. Ово је био доказ за то да међупланетарни простор није празан већ да у њему осим честица са Сунца делују и силе других ппланета. За Венеру конкретно, добијени резултати су показивали да она нема магнетно поље, или има веома слабо. Магнетометар је могао да детектује промене у јачини магнетног поља и радио је по том принципу, мада близу планете није уочио никакве промене.
Могуће је, да како је Пионир 5 показао, Венера има магнетно поље али оно је слабо (1/10 Земљиног).